# Воскобойник, Николай Николаевич
Никола́й Никола́евич Воскобо́йник (1937—1989) — советский работник сельского хозяйства, бригадир колхоза, Герой Социалистического Труда.

## Биография
Родился 12 ноября 1937 года в хуторе Новопавловский Матвеево-Курганского района Ростовской области.
С 1951 года начал работать в колхозе. Затем, окончив Таганрогское училище механизации сельского хозяйства, а в 1969 году — училище в Морозовске, получив специальность бригадира тракторно-полеводческих бригад. Работал в колхозе «Заветы Ильича» Матвеево-Курганского района Ростовской области учетчиком тракторного отряда, позже возглавил бригаду. В 1974 году прошёл курсы в Ростовской школе повышения квалификации сельскохозяйственных кадров по специальности «бригадир комплексных бригад», после чего возглавлял комплексную бригаду высокой культуры земледелия. В 1979 году окончил Сальский техникум Министерства сельского хозяйства РСФСР. С 1982 года был заместителем председателя колхоза «Заветы Ильича» по кормам.
Занимался общественной деятельностью — избирался депутатом Матвеево-Курганского районного совета. Жил в селе Екатериновка Матвеево-Курганского района. Умер 1 октября 1989 года.

## Награды
- Указом Президиума Верховного Совета СССР от 8 апреля 1971 года за выдающиеся успехи, достигнутые в развитии сельскохозяйственного производства и выполнении пятилетнего плана продажи государству продуктов земледелия Николаю Николаевичу Воскобойнику присвоено звание Героя Социалистического Труда с вручением ордена Ленина и золотой медали «Серп и Молот».
- Был награждён орденом Трудового Красного Знамени (1966), орденом Октябрьской Революции (1973), а также медалями, в числе которых серебряная медаль ВДНХ (1974).[2]
- Неоднократно был отмечен почётными грамотами райкома и обкома КПСС, облисполкома.

## Память
- В Матвеево-Курганском районе имеется избирательный участок № 1091, который носит имя Героя Социалистического Труда — Воскобойника Николая Николаевича.[2]
- В родном селе Воскобойника его именем названа улица.